# Камара, Мариам
Мариам Иссуфу Камара (фр. Mariam Issoufou Kamara, родилась в апреле 1979 года в Сент-Этьене, Франция) — нигерская женщина-архитектор. Её проекты сосредоточены на открытых жилых пространствах и используют материалы местного производства, доступные для африканских сообществ: цемент, переработанный металл и сырую землю.

## Биография
Мариам Иссуфу Камара родилась в 1979 году.
Первым карьерным стремлением Камары было стать компьютерным инженером, она получила степень бакалавра технических вычислений Университета Пердью (2001), а затем степень магистра компьютерных наук Нью-Йоркского университета (2004). Она проработала в компьютерной сфере семь лет, прежде чем решила сменить карьеру и стать архитектором, чтобы реализовать свои подростковые амбиции.
В 2013 году Камара получила степень магистра архитектуры в Вашингтонском университете. Её диссертация «Мобильное праздношатание» (Mobile Loitering) посвящена гендерным вопросам в общественных местах Нигера. Её магистерская работа была выставлены на Триеннале Милана в 2014 году на выставке Africa Big Chance Big Change.

### Профессиональная карьера
Она стала соучредителем архитектурной группы united4design (2013), ещё живя в Соединённых Штатах, а по возвращении в Нигер она основала архитектурно-исследовательскую фирму под названием Atelier Masomi (2014), которая занимается открытыми жилыми пространствами в местной архитектуре.
Международный коллектив архитекторов, участвующих в United4design, работал над проектами в США, Афганистане и Нигере. В проектах Камары используются здания геометрической формы, и они основаны на трёх материалах местного производства, доступных для многих сообществ: цемент, переработанный металл и сырая земля.
В 2017 году она преподавала городские исследования в качестве адъюнкт-профессора в Университете Брауна в Род-Айленде.

## Основные проекты

### Niamey 2000
Ее первым крупным проектом стал жилой комплекс Niamey 2000, построенный в 2016 году и спроектированный в сотрудничестве с Ясаманом Эсмаили, Элизабет Голден и Филипом Стретером. Проект направлен на решение пространственных проблем, связанных с бетонной конструкцией дома детства Камары, построенного в Ниамее в 1960-х годах.
В результате четыре конструкции, сделанные из земли и цемента, соединены вместе. Примечательной особенностью является скамейка спереди, которая позволяет восстановить традиционные фаада — местные собрания друзей и семьи, которые обычно происходят в пространстве между домом и улицей, которая также является историческим местом сбора.

### Hikma en Dandaji
В 2018 году она снова работала с Ясаманом Эсмаили над продюсированием проекта Hikma («мудрость» по-арабски) в Дандаджи, что в регионе Тахуа в Нигере. Вдохновлённый техникой строительства из утрамбованной земли, этот проект представляет собой культурный комплекс, включающий мечеть, библиотеку и общественный центр. Их работа сочетает в себе два типа знания «без противоречия между светским знанием и верой». Для каждого проекта подготовка Камары является ключевой.
Проект получил две награды на Lafarge Holcim Awards (2017), крупнейшем конкурсе экологичной архитектуры в мире.

### Культурный центр Ниамея
Камара работает с британским архитектором ганского происхождения Дэвидом Аджайе над проектированием нового культурного центра в Ниамее.

## Полученные награды
- 2017: Lafarge Holcim Awards[англ.] за устойчивое строительство[8]:
  - Серебряная медаль в Глобальной категории
  - Золотая медаль в региональной категории Ближнего Востока и Африки
- 2018: Премия Rolex Mentor и Protege Arts Initiative позволяет ей сотрудничать с архитектором Дэвидом Аджайе[3]
- 2019: Премия принца Клауса в Нидерландах[2]

## Избранные работы
- Kamara, Mariam. Mobile Loitering: A response to public space needs in Niger's post-colonial, highly gendered urban context. Diss. 2014.